# Zen (esport)
 (janvier 2025).
Pour l’article homonyme, voir Zen (homonymie).
Alexis « zen » Bernier, né le 20 février 2007 dans l’Eure, est un joueur professionnel d'esport de Rocket League. Il évolue actuellement au sein de Team Vitality.
Champion du monde sur Rocket League à 16 ans, il fait partie en 2024, à seulement 17 ans, du classement 30 Under 30 Sports & Game du magazine Forbes.

## Biographie
Alexis Bernier né en 2007 et grandit dans l’Eure en Normandie. Il s’adonne aux jeux vidéo puis découvre Rocket League en 2015 alors qu’il n’a que 8 ans lors de la saison1. Il se passionne pour le jeu, d’abord avec des amis en ligne puis seul, où il développe son niveau mécanique. Sa mère, malgré les restrictions qu'elle impose sur le temps de jeu, finit par laisser son fils jouer, car son engouement pour le jeu lui permet de s'épanouir et de s'ouvrir, lui qui est d'un naturel réservé,.
Il est repéré en 2021 et trouve chez Prodigy Agency un agent. Cependant, en février 2022, il se fait bannir 1 an de l’ensemble des tournois de Psyonix (l’éditeur de Rocket League), après avoir réalisé un remplacement non-annoncé lors des RLCS (Rocket League Championship Series) X - Fall: Europe Regional 1 - Closed Qualifier et alors qu’il n’a pas l’âge requis. Alors âgé de 14 ans, le bannissement doit commencer lorsqu’il soufflera sa 15ème bougies, jusqu’à sa 16ème. Il n’abandonne pas le jeu durant cette année de ban et continue à s’entraîner. Il continue d’ailleurs à se faire remarquer en gagnant quatre fois d’affilé les Urban Series, un tournoi en ligne 3vs3 organisé par les français Rocket Baguette, puis début 2023 quand il participe à un tournoi offline 1vs1 du streamer britannique JohnnyBoi_i et où zen élimine 11 joueurs de classe mondiale d’affilée. C’est à ce moment que sa popularité atteint un niveau international,.
En octobre 2022, cinq mois avant la fin de son bannissement, il signe avec l’aval de ses parents, chez Team Vitality. Il est durant ce temps restant, créateur de contenu pour l’équipe, ce qui lui permet de s’acclimater au monde professionnel,.
Il fait ses débuts en compétition à 16 ans, en mai 2023 avec Yanis « Alpha54 » Champenois et Andrea « Radosin »  Radovanović lors des RLCS 2022-23 Spring Split. Son intégration est rapide et l’équipe reste invaincus lors des matchs à éliminations directs, devant la première équipe à réaliser cette performance (victoires lors des trois régionaux puis au Major de Boston). En août, l’équipe est donc largement qualifiée pour les  RLCS 2022-23 - World Championship à Düsseldorf. Vitality y remporte la finale 4-0 contre BDS. Alexis « zen » Bernier alors âgé de 16 ans, devient champion du monde 5 mois après ses débuts en professionnel et 3 mois après ses débuts en compétition officielle. Il est d’ailleurs élu MVP de la compétition. Malgré ces excellents résultats, zen garde la tête sur les épaules. Il considère cette victoire comme sa plus grande réussite professionnelle.
En avril 2024, à 17ans, il est nommé dans le prestigieux classement « 30 under 30 » du magazine Forbes dans la catégorie Sports&Games,. Ce n’est que le troisième joueur de RL à faire partie de cette liste et la troisième personnalité de Vitality (après Fabien Devide et ZywOo en 2022),.
Le 18 juin 2024, il prolonge avec Vitality jusqu’en 2026.
Le 26 octobre 2024, il est sélectionné en équipe de France Rocket League à Clairefontaine pour la FIFAe World Cup 2024 en décembre,,. Ils terminent deuxième après une défaite en finale 1-4 contre l’Arabie saoudite.

## Palmarès

### Par équipe
| Tournois                                                   | Année | Équipe           | Rang du tournoi |
| ---------------------------------------------------------- | ----- | ---------------- | --------------- |
| Occitanie Esports 2020                                     | 2020  | Krosomome Gang   | C-Tiers         |
| DreamHack Beyond 2021: Boost Cup - Europe 2v2              | 2021  | Les Coquille     | B-Tiers         |
| Urban Series #2                                            | 2022  | Radozgueg        | C-Tiers         |
| Urban Series #3                                            | 2022  | CALIENTE         | C-Tiers         |
| Urban Series #4                                            | 2023  | Pisky Gros Noobz | C-Tiers         |
| Ranked Royale: Europe                                      | 2023  | Team Vitality    | C-Tiers         |
| Rising Stars Odyssey #1                                    | 2023  | Team Vitality    | B-Tiers         |
| Urban Series #5                                            | 2023  | N/A              | C-Tiers         |
| RLCS 2022-23 - Spring: EU Regional 1 - Spring Open         | 2023  | Team Vitality    | A-Tiers         |
| RLCS 2022-23 - Spring: EU Regional 2 - Spring Cup          | 2023  | Team Vitality    | A-Tiers         |
| RLCS 2022-23 - Spring: EU Regional 3 - Spring Invitational | 2023  | Team Vitality    | A-Tiers         |
| Herculyse’s New Era Series: European Path to Pro           | 2023  | Team Vitality    | B-Tiers         |
| RLCS 2022-23 - Spring Split Major                          | 2023  | Team Vitality    | S-Tiers         |
| RLCS 2022-23 - World Championship                          | 2023  | Team Vitality    | S-Tiers         |
| Arm The Rebels - 8: Europe                                 | 2023  | Team Vitality    | C-Tiers         |

### Individuel
- RLCS 2022-23 - Spring Split Major : MVP & Offensive MVP
- RLCS 2022-23 - World Championship : MVP
- FIFAe World Cup 2024 Day 1 : MVP

## Distinctions
- France Esports Esport Player of the Year of 2023[13]
- Top3 Best Player of the year by Shift[19]
- 30 Under 30 2024 Sports & Game du magazine by Forbes[2]
- Les 50 personnes qui feront l’esport en 2024[20]